# 忠州高句丽碑

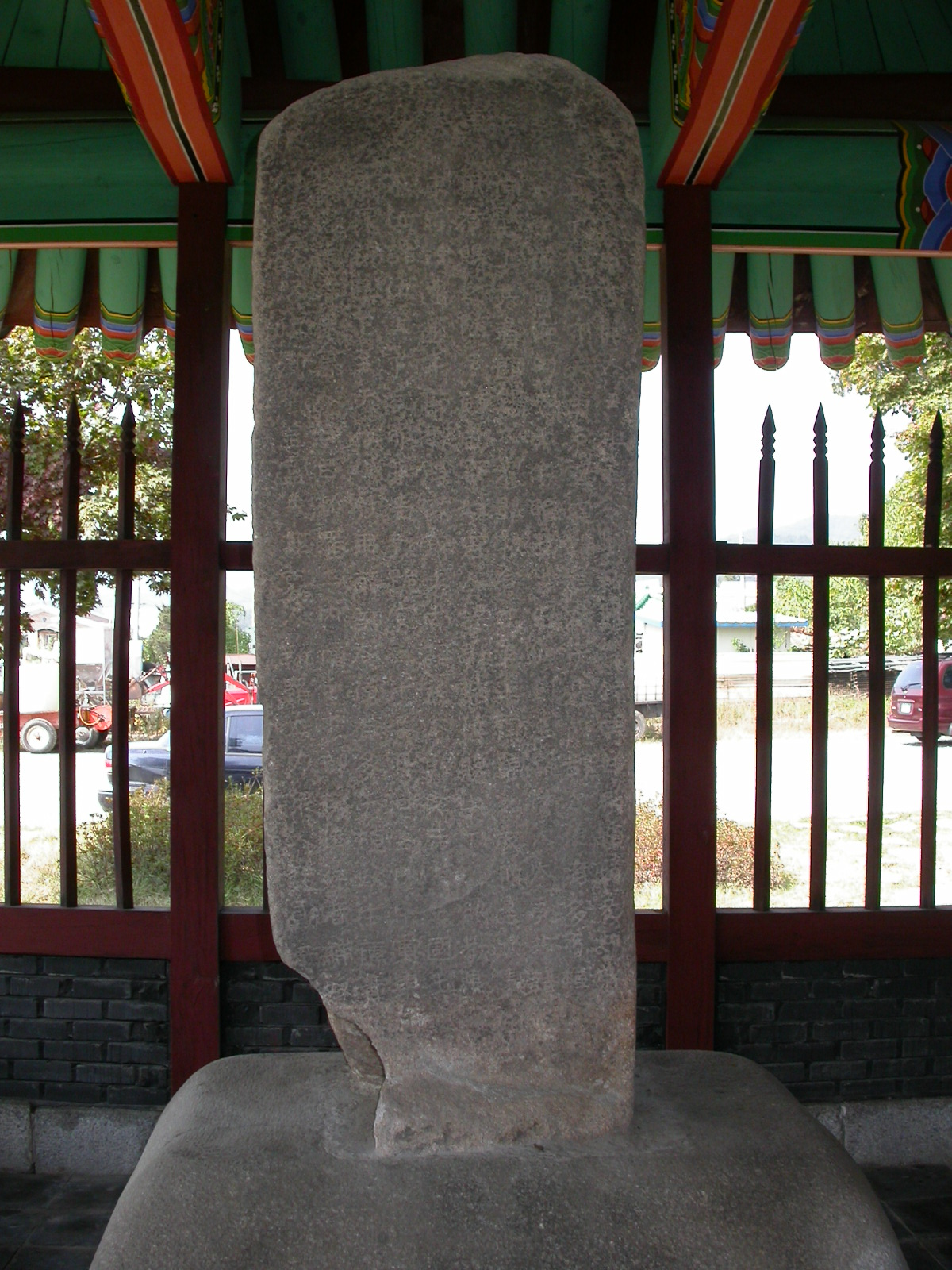
忠州高句丽碑

忠州高句麗碑（韓語：충주 고구려비）又名中原高句麗碑（韓語：중원 고구려비）或國原高句麗碑（韓語：국원 고구려비），是在韓國發現的唯一的高句麗碑。這個碑估計是在5世紀高句麗時期製成的。根据2019年的新解读，碑文纪年上写着“永樂七年歲在丁酉”，此处的永乐是高句丽君主好太王的年号，即公元397年。忠州高句麗碑的高度是 2.03m，寬度是55cm，厚度33cm。

## 位置
位於忠清北道忠州市中央塔面龍田裡立石村。1981年3月18日被指定為韓國第205號國寶。

## 歷史
忠州高句麗碑於1979年4月8日被檀國大學博物館學術調查團發掘並調查，後被判定為高句麗時代的石碑。
這個估計是韓國內唯一保存的高句麗石碑，是長壽王攻佔南漢江流域多個地點後建造的紀念碑。

## 碑文
由于时间久远，石碑上的字迹已经漫漶不清，许多文字难以辨认，全碑大致有528字。碑文虽然用汉字写成，但行文上受到了新罗语的影响，并非纯粹的中国式汉文。
□□□□□□□□□□□□□□□□□□□□□□□□□□
□□□□□□□□□□□□□□□□□□□□□□□□□□
□□□□□□□□□□□□□□□□□□□□□□□□□□
□□□□□□□□□□□□□□□公□□□□衆殘
□□□□□□□□□不□□使□□□壬子□□伐
□□□□□□□□□□□□□□□□□□□□□□□□□
□□□□□□□□□□□□□□□
五月中高麗太王相王公□新羅寐錦世世爲願如兄如弟上下相和守天東來之寐錦忌太子共前部大使者多亐桓奴主簿道德□□□安□□去□□到至跪營□太子共□尙□上共看節賜太翟𨛃□食□□賜寐錦之衣服建立處用者賜之隨者節□□奴客人□敎諸位賜上下衣服敎東夷寐錦遝還來節敎賜寐錦土內諸衆人□□□□王國土大位諸位上下衣服兼受敎跪營之十二月廿三日甲寅東夷寐錦上下至于伐城敎來前部大使者多亐桓奴主簿□□□□境□募人三百新羅土內幢主下部拔位使者補奴□□奴□□□□盖盧共□募人新羅土內衆人拜動□□

□□□中□□□□城不□□村舍□□□□□□□沙□□□□□□□□□班功□□□□□□□□節人□□□□□□□□□辛酉年□□□十□□□□□太王國土□□□□□□□□□□□□□□□□□□□□□□□□ □□□□□□□□□上有□□酉□□□□東夷寐錦土□□□□□□方□桓□沙□斯色□□古𨛃加共軍至于伐城□□□古牟婁城守事下部大兄耶□…… 中 …… 城不 …… 村舍 …… 沙…… 班功 …… 節人 ……